# 臺灣彩票

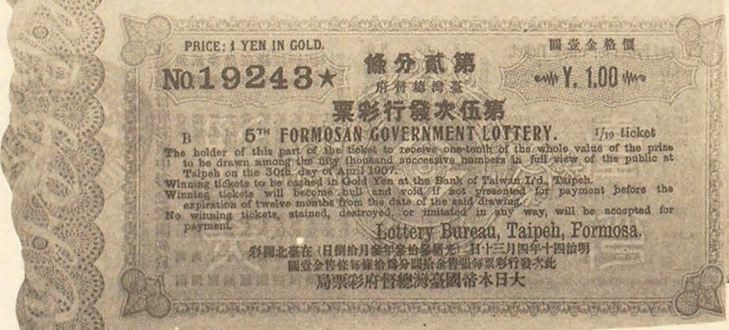
第五期臺灣彩票 (Note: 每期彩票形式大致相同，但圖案紋飾的印刷用色不同。該圖是因為翻拍自書影故為黑白，實際的第五期彩票印刷用色為橘色。)

臺灣彩票是臺灣日治時期臺灣總督府彩票局所發行的彩票，依照1906年6月13日發布的律令第七號〈有關臺灣彩票之件〉第一條，乃是基於「慈善、衛生、廟社保存」之目的而發行。但實際上是為了「預防臺灣資金外流，反向吸收外資」、「監督臺人賭博」、「盈餘投入臺灣建設」等目的而發行，然而該項措施卻與日本的法律有所衝突，在發行前即引發過爭議，發行後又因為相關配套不足，導致在日本引發「臺灣彩票事件」。而由於這一件日本本土的檢事局開始大幅檢舉買賣授受臺灣彩票的日本民眾的事件，在日本社會引發軒然大波，再加上日本與臺灣發生的彩票司法事件，最後導致臺灣彩票發行了五期之後便在1907年停止發行。

## 沿革

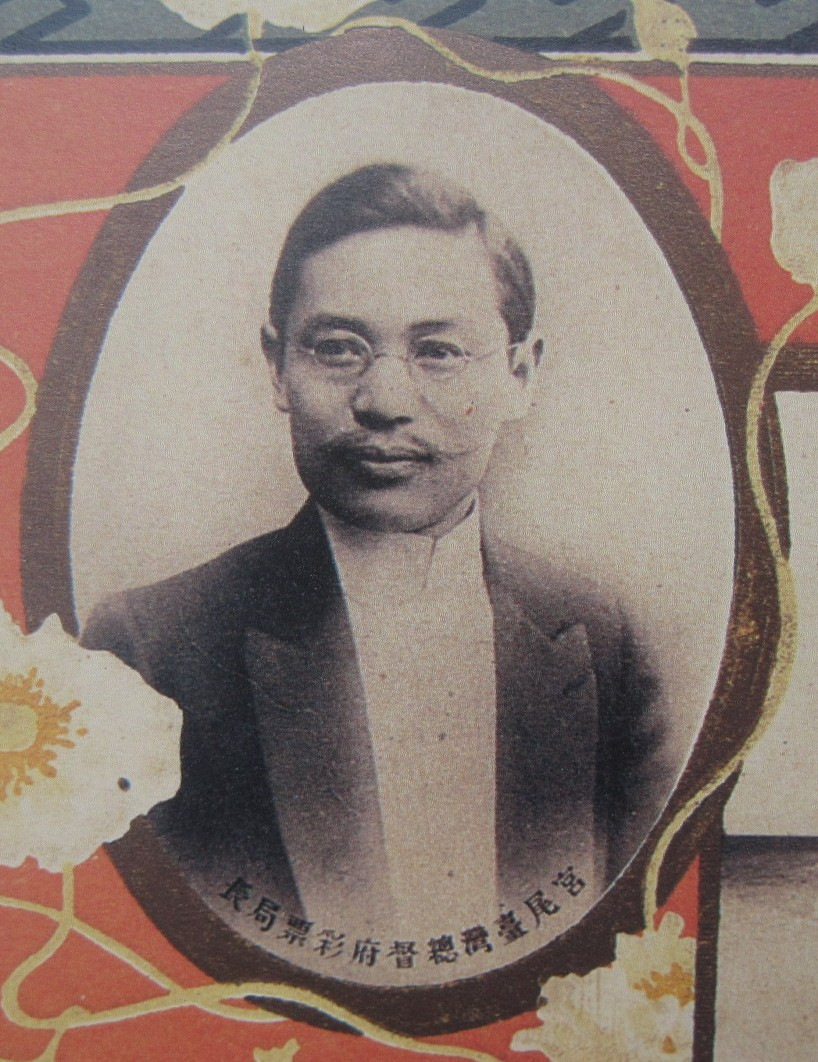
宮尾舜治，首任彩票局長。

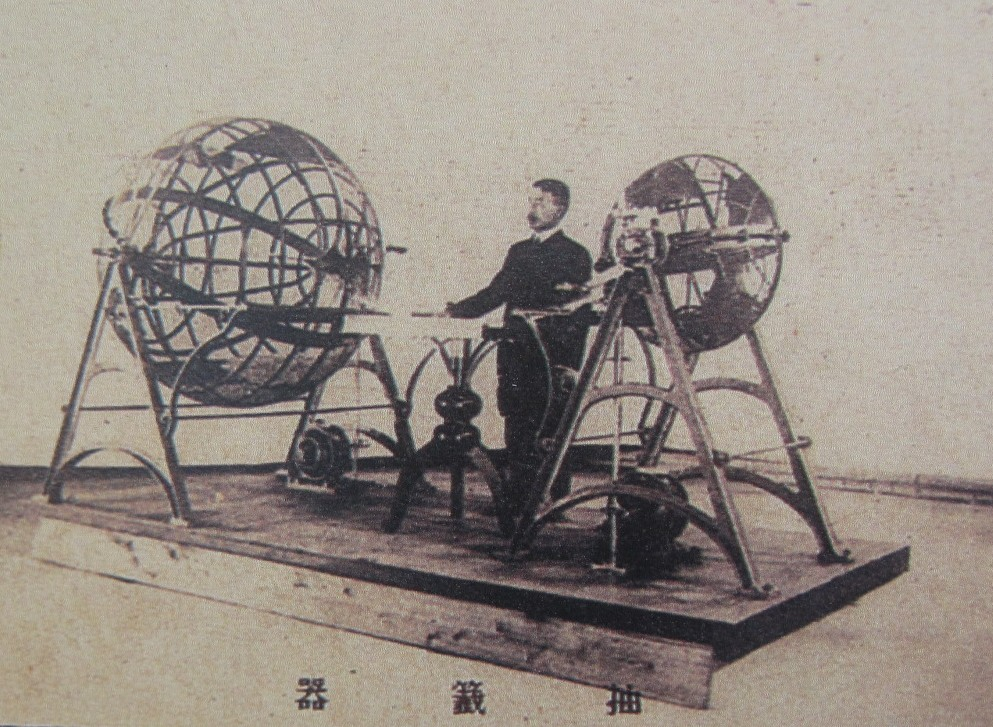
臺灣彩票的抽籤機

在清治時期臺灣人便已熱衷於彩票，而當時清朝政府將彩票視為賭博的一種，且一再公告禁賭，但成效不彰。當時福建沿海地區與臺灣流行的彩票為「呂宋洋票」（日本稱為「マニラ富籤」），光緒九年（1883年）四月督撫會同奏請核准洋票禁令，同年九月分巡臺灣兵備道劉璈亦嚴禁招買「呂宋洋票」，而除了「呂宋洋票」外，中國租界也有人加以模仿任意發行彩票。
進入日治時期後，據臺灣總督府的調查，當時臺灣賭風盛行，而在彩票方面則有一種名為「天財票」的彩票相當盛行，由於不少臺人花大錢去買，導致每年臺灣都有大量的民間資金外流，臺灣總督府雖然嚴禁，但私下買賣仍相當盛行。而面對此一情形，據鶴見祐輔《後藤新平傳》的說法，後藤新平提議改由官方經營彩票，認為官方彩票公信力強可以壓倒天財票，並反向吸收中國華南與菲律賓的資金，且還能監督臺民賭博情況，盈餘還能投入社會政策事業之中，總督府遂在明治卅三年（1900年）8月命時任安平兼打狗稅關長的宮尾舜治在前往南洋調查歐洲各國殖民地經營與熱帶產業的同時順便考察「馬尼拉富籤」。然而當時總督府報請內務大臣審查的派令理由書只寫說派遣宮尾舜治考察的主要目的是藉由貿易調查以供總督府制定關稅政策時參考，而未提到調查「富籤」的事，徐國章〈臺灣日治時期之彩票發行制度〉一文中認為這是因為日本的「富籤」一詞從天保十三年（1842年）三月老中水野忠邦下令禁止發行富籤之後便成為犯罪名詞，而日本明治十三年（1880年）公布的刑法第262條亦處罰發行彩票者，明治十五年（1882年）5月發布的第25號布告（該布告亦視為法律）也對仲介或幫助買賣以及購買富籤的人予以處罰，故擔心在公文書內寫明考察他國富籤會使考察計畫生變。
宮尾舜治考察之後，總督府便於隔年（1901年）草擬了律令案「臺灣富規則」（富為富籤簡稱），2月4日提報日本內務省奏請敕裁，該案指出清國人本來就有購買「富籤」的習慣，尤其是本島人（指臺灣人）更為熱衷，常暗中購買清國、澳門或馬尼拉的富籤，而馬尼拉富籤只有三成是在當地賣掉，其他七成大多是吸收了清國的資本，此時馬尼拉富籤正停止發售，若仿效歐洲各國發行政府富籤，則可將收益補貼地方上慈善、衛生、廟社保存等方面的費用，而內務省在研究後認為「以支那人種為住民之臺灣島，創定富籤制度無妨」，將略修正過的律令案提交閣議。然而由於有反對意見認為這是一種「官營賭博」並有違反日本法律之虞，且恐會對社會風氣帶來不良影響，導致該案在兩次內閣會議上均未通過，直到佐久間左馬太擔任臺灣總督後，於明治卅九年（1906年）再次提出此案，最後以彩票收益不得作為一般行政費，只能用於慈善、衛生、廟社保存等事業經費的條件下同意讓總督府販售彩票。該年（1906年）6月13日總督府便發布律令第七號〈有關臺灣彩票之件（臺灣彩票ニ關スル件）〉，作為發行臺灣彩票的法源，同時禁止其他彩票的販售，之後在9月6日發布子法〈臺灣彩票施行規則〉（府令第54號）、〈臺灣總督府彩票委員會規則〉（府令第55號）、〈臺灣總督府彩票局規程〉（訓令第167號），9月18日發布〈臺灣總督府彩票局會計規程〉（訓令第173號）。依據這些法條，主管臺灣彩票的臺灣總督府彩票局也在9月時成立。
相關行政部門成立後，彩票局於9月8日開始第一期彩票的選號登記，10月11日公布了臺灣境內25名經銷商（元賣捌人）名單（8名日人，17名臺人），另有二名外地經銷商，10月18日時經銷商開始販售，而後共發行了五期，發行量有27萬張（第三期有兩張因印刷瑕疵而作廢），發行金額（扣除作廢者）159萬9990圓，彩金總額120萬970圓。發行之後，臺灣彩票在臺灣社會上引發搶購熱潮，甚至有零售商（小賣捌人）或轉賣者哄抬價格，以及經銷商不願照一定折扣賣給批發商，寧願自行直接販售或哄抬價格。而日本本土亦有相當人數對臺灣彩票抱有濃厚興趣，而寫信向彩票局與臺灣銀行（負責保管彩票、彩票代金收納與彩金支付等事宜）詢問如何購買，甚至直接寄五圓的小額匯票來購買，但是因為日本法律明文禁止，上述單位只能退還匯款與寄給刑罰規定一紙。但是日本本土民眾仍可透過住在臺灣的親友來「間接持有」，規避法律責任，但因此種過程過於緩慢，於是後來便出現走私彩票的情況。走私者大多從旺文館（在臺北城內北門街）、阿多利商會（在基隆義重橋）等處採買大宗彩票回東京，批售給掮客，再轉賣給一般民眾，此時價格已從原本的一張五圓漲到七圓五十錢或八圓。至於賣到清國與香港等地的情況亦不錯，當局亦計畫擴大銷路到南洋，甚至進一步銷售到英領印度、埃及與土耳其。而由於銷售情況大好，彩票的價格與彩金也跟著上昇，原本第一期一張五圓，頭彩五萬圓，到第五期時官方價格已漲到十圓，頭彩也調高到十萬圓。而當時臺灣總督的年俸含加俸為7800圓，第一期頭彩便已是總督年俸的6.4倍左右，且頭彩中獎率為四萬分之一，故吸引力自然十分龐大。
然而臺灣彩票的熱賣引起了日本中央的注意，日本大藏省理財局長水町袈裟六於明治卅九年（1906年）10月27日便去函臺灣總督府殖產局長祝辰巳，指出有傳聞說有不少在臺日人動用銀行存款購買彩票，要求調查真相並盡速回報，而總督府方面調查後則認為彩票發行對銀行存款與郵政儲金應該無特別影響，並認為購買者如當初規畫時是利用零碎節約所得購買，且彩票局發行都會考量經濟與金融狀況適量發行，所以會助長投機之風、擾亂金融秩序的想法只是杞人憂天。
除了政府外，日本本土民間也開始探討彩票的問題，《東京日日新聞》在明治四十年（1907年）1月上旬即批評臺灣彩票引出臺灣中下階級民眾的積蓄，對經濟有不良影響，《臺灣日日新報》則撰文反駁，認為彩票對經濟會造成不良影響只是臆測之詞，並指出彩票發行以來存款反而增加，且賭博與犯罪現象減少，故彩票制度對社會與經濟並無不良影響。而在此同時，日本本土也開始有修法解禁的動作。
然而在明治四十年（1907年）2月9日下午，以大阪府廳第四部豐田警部指揮刑警、巡查在北區堂島米穀交易所查獲第一起私賣臺灣彩票案件為開端，爆發了「臺灣彩票事件」。最後這件警方大幅檢舉的事件演變到引起帝國議會眾議員山本悌二郎等人的注意，向內務大臣與司法大臣書面質詢，眾議員高梨哲四郎甚至提出廢除臺灣總督府彩票局的建議案。而在此同時日本發生的「第三期頭彩問題事件」與臺灣的彩票變造等司法事件，更使得臺灣彩票在日本本土已被賦予負面形象，且不少社會名流亦被捲入彩票查緝事件中。最後因為司法當局經協調後表示若臺灣彩票停止發行，便對「嫌犯」不起訴處分，再加上日本中央當局的壓力，臺灣總督府在原本公告要開始進行第六期彩票選號登記的3月20日以《臺灣總督府府報》號外宣布中止臺灣彩票的發行。
而雖然彩票停止發行，但總督府原本是打算日後伺機恢復臺灣彩票的發行，所以彩票局並未隨之裁撤，直到安東貞美總督時期的大正五年（1916年）2月9日才在認為未來已無發行彩票之必要的情況下，廢除了〈關於臺灣彩票之件〉與相關子法，彩票局也隨之裁撤，財產由總督府財務局接收，而抽籤機兩座、中獎彩球展示面板兩個則出借給臺灣總督府博物館。另外日治末期由於財政困難，總督府曾有再次發行彩票之議，但未及實現日治時期便宣告結束。

## 營運體系
政府部門

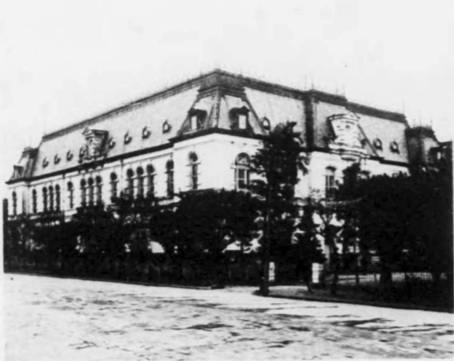
彩票局廳舍，1908年時作為臺灣總督府民政部殖產局附屬博物館館舍，後來又改為臺灣總督府圖書館館舍。

臺灣總督府底下與臺灣彩票相關的單位為「臺灣總督府彩票局」與「臺灣總督府彩票委員會」。臺灣總督府彩票局由專賣局長宮尾舜治於明治卅九年（1906年）9月6日兼任局長，局長之下有主事、書計等職員，內設營業、會計、庶務三課，而該局初時未有廳舍，於該年年底才招標興建，最後由杉井組得標，承包金額為12萬3千多圓，次年（1907年）1月動工，預計工期十個月，而該工程款即來自第一期彩票的收益。彩票局主要業務包括開獎作業、選號彩票之登記與發給、開獎前24小時命令臺灣銀行停止交付彩票、發中獎派彩表等，而彩票局局長的權限則包括指定彩票經銷商、訂定彩票經銷商提供之擔保品種類與價格、鑑定彩票效力、註銷剩餘彩票等。而彩票局長每期須製作收支計畫書及帳目結算書向總督報告，而該局的收入支出則由臺灣銀行辦理。而在臺灣彩票於明治四十年（1907年）停賣之後，彩票局的組織並沒有馬上隨之裁撤，專賣局事務官增澤有則於明治四十三年（1910年）9月15日兼任第二任彩票局長，直到大正三年（1914年）才不派員兼任彩票局長，內部只剩一名主事與數名書記。到了大正五年（1916年）2月9日臺灣總督府彩票局才正式廢除。
臺灣總督府彩票委員會則由總督府民政長官充任會長，九名委員則由總督府高等行政官三人、總督府法院判官一人、總督府法院檢察官一人、臺北廳長、具資產名望者三人組成，此外由彩票局長充任幹事，並自彩票局書記中任命為委員會書記，從事庶務。該委員會須要三分之一以上委員出席才能作出決議，其審議事項包括因天災事故或其他因素導致無法開獎時是否停止開獎或變更開獎辦法或時間、向總督申請裁決之彩票登記處分或彩票認定處置、總督特別提付諮詢之事項。
銷售體系
要購買臺灣彩票，可向經銷商、零售商體系購買，或是向彩票局辦理選號登記。零售商批貨須向經銷商購買彩票，而經銷商則是向臺灣銀行在臺北、基隆、宜蘭、新竹、臺中、臺南、打狗、媽宮的支店繳納貨款後領取彩票。擔任經銷商的臺人多為擔任參事、街庄長、保正等職位的士紳，零售商亦多是富豪、士紳等社會領導階層。而一般大眾除了向零售商購買外，也可向「問屋」（旺文館、丙午商會等）購買，此外「問屋」也經營預約彩票、代為登記選號、彩票買賣交換、兌換彩金、彩票擔保借貸等。登記選號則是在彩票局公告的期限內登記姓名與選定的彩票號碼，並先繳納貨款與手續費一圓；同一號碼有多人登記時依申請單送達順序決定，同時抵達者以抽籤決定，而未獲登記者則會退還貨款與手續費。獲登記者若未在公告時間內到彩票局領取，逾期後彩票局可取消其登記而不交付，如果是遠地登記者，則可以自費請求彩票局遞送彩票，但若因天災等因素致無法送達，也視同業已交付，彩票局不負其責。
臺灣銀行在開獎前24小時即停止交付彩票，制作剩餘彩票計算書，逕陳彩票局長，而在彩票局所在地之外的剩餘彩票還要再做一份計算書給當地廳長。彩票局長與各地廳長收到計算書後，須在臺灣銀行頭取或代理人到場後，直接在剩餘彩票上戳洞，之後由臺灣銀行人員密封，在開獎前六小時送交彩票局長（外地則是在同時限內以掛號或包裹郵寄）。

## 開獎及兌獎方式
臺灣彩票從進行選號登記開始，會歷經截止選號、《府報》公告發行（含發行日期、樣式、發行量、中獎數、開獎日期等資訊）、交付選號彩票、經銷商批購販售等過程後，然後會在專賣局後方約150坪的大倉庫進行開獎。參考《臺灣日日新報》與《府報》刊登的開獎辦法，事務人員會在開獎日7:30抵達現場，之後進行相關人員與設備的檢查，之後會將號碼球與獎別球分別放入大小兩個圓籠裡，開獎時依出來的彩球決定中獎號碼與獎別（故何時開出頭彩也不一定）。如果因機械問題導致同時跑出兩個以上號碼球時，視為無效，將球放回抽籤機重抽；若是同時跑出兩個以上獎別球，則將獎別球放回重抽；球卡在放出口未掉落至中央的玻璃桌時，將球放回籠中重抽，另外當球卡在籠子上時，則用規定之棒子剝開後再讓機器繼續運作。開獎後彩票局會製作派彩表，可用現金或郵票十錢繳交手續費向彩票局索取，或向經銷商購買。
中獎者可在開獎公告15天後，到臺灣銀行領獎，一張彩票獎金未達500圓者，可就近到臺灣銀行各分行領取。若是不便親自前往總行，可將彩票寄至總行，交付相關費用後請求郵寄彩金，但彩金寄送過程因天災或其他事故未送達時，臺灣銀行不負相關責任。此外在開獎日一年內未領取者，不論理由，其請求權消滅。已兌領之彩票，臺灣銀行會蓋印註銷，而若彩票效力有疑義時，臺銀會先開收據給請領人，將彩票交由彩票局長鑑定，結果會通知請領人，若仍有異議，得透過彩票局長請求總督裁決，總督會將該案交由彩票委員會審議裁決。而如果彩票因汙損或其他原因導致難認定為真品或其重要部分缺損時，及彩票局或臺灣銀行於保管、寄送中散失或失竊被盜時（遠地自費寄送者除外），視為無效。而除透過臺銀兌獎外，也可透過彩票商兌獎，但彩票商會酌收一些費用。而在僅持有一條中獎彩票（一張分十條）的情況下，則只可以兌換十分之一的中獎彩金。

## 相關事件

### 臺灣
彩票變造事件
該案發生在第二期彩票開獎後（1907年2月），住在臺北大稻埕鴨藔街四十三番戶的裱褙師王祥林用剪黏方式變造所持有的六小條彩票，之後在2月3日、4日先後委託住在建成後街十六番戶的林貴清、鐵道部工友王金聲到辻利茶舖向老闆三好德三郎兌換彩金三次，得手70圓。之後王祥林再次拜託林貴清拿變造的二彩彩票與六彩彩票各一條到辻利茶舖兌換，店主對二彩彩票起疑，只兌換六彩彩票。2月5日王祥林又委託王金聲拿變造的五彩彩票到辻利茶舖兌換，店主見彩票有污漬，起疑之後要求王金聲跟他到銀行兌獎。銀行檢驗發現彩票遭到變造後，警察立刻逮捕了在外等候的王金聲，臺灣首宗彩票犯罪事件因而曝光。
該案由臺北地方法院於1907年3月7日審理，同月10日宣判，被告王祥林以違反〈臺灣彩票施行規則〉第35條第1項（偽造或變造彩票者）與刑法詐欺取財等法規，依罪之重者論處，判處重禁錮八個月、監視六個月；林貴清以同規則第35條第2項（明知為偽造或變造之彩票而使用者），判處重禁錮三個月、監視六個月；王金聲則以毫不知情為由獲判無罪。

### 日本
依據日本刑法第262條與明治十五年（1882年）5月發布的第25號布告，在日本禁止買賣、仲介富籤（彩票），而臺灣依照六三法之精神為一「法異域」，因該布告未經敕令公布於臺灣施行，故效力不及於臺灣，在臺灣仲介、買賣彩票便不受該布告拘束。但依據臺灣總督府所頒布有關臺灣彩票的各項法規，只有仲介、買賣「臺灣彩票」才是合法行為，若經手的是其他彩票仍屬違法。
而對於日本本土民眾購買臺灣彩票的法律問題，總督府先是在1906年9月27日以民政長官名義通函告官員不要接受日本本土居民的委託購買彩票以免觸法，臺灣總督府覆審法院檢察官長尾立維孝也在1906年9月26日對各法院與出張所的檢察機關下達指示，表示日本本土居民若以自己或他人名義郵購彩票時便已違法，但偵辦權限屬於日本本土檢察機構，不屬臺灣檢察官查緝範圍；日本本土居民來臺親自購買為合法行為，即使之後返回日本亦不能謂其犯罪；日本本土居民委託臺灣居民以自己或他人名義購買或受讓彩票亦屬違法行為，日本本土檢事查緝偵辦時，要求臺灣居民以證人或參考人身分協助調查時，臺灣檢察官依共助法進行調查並移送相關書類，但若該臺灣居民被檢事列為被告時，各地檢察官須向覆審法院檢察官長報告，待獲指示後執行。
而在尾立覆審法院檢察官長在1906年12月15日去函日本司法省詢問相關法律問題後，司法省司法次官河村讓三郎1907年1月25日回函表示司法省會議決議認為日本本土居民郵購或委託臺灣居民購買臺灣彩票係在臺灣島內進行的行為故不予查緝，至於日本本土居民從臺灣居民手中受讓彩票是否違法，將依事實情況決定。總督府之後即依司法省見解修改辦案原則，故只要購買行為在臺灣發生便屬合法，彩金帶回日本亦因是合法所得故無違法問題，但若把彩票帶回日本本土轉賣便屬違法。
臺灣彩票事件
雖然在日本本土轉賣臺灣彩票屬於違法行為，然而由於日人對臺灣彩票十分熱衷，走私彩票的情形嚴重，使得在1907年2月9日下午大阪府廳第四部豐田警部指揮警方於北區堂島米穀交易所查獲第一起私賣臺灣彩票案件，嫌犯三木啟次遭逮捕，並沒收51張彩票，經調查後從該夜到隔日警方共逮捕了8名違法交易者，且牽連的關係人有三井銀行大阪支店行員與大阪市內知名紳商一千多人。當地許多紳商得知消息後，唯恐觸法被罰，忙將暗地購得的彩票送給常往來的人或燒毀。
檢察官的調查表示家住神戶市的三木啟次於1906年12月23日在神戶車站從往來臺灣之輪船「大黑丸」的船員西村喜作處以每張6圓50錢的代價購買177張第二期的臺灣彩票，1907年2月1日又在自宅向臺灣居民伊藤健次以每張6圓25錢的代價購買73張第三期臺灣彩票，之後要轉賣這些彩票時遭警方查獲。該案經大阪區裁判所審理，於1907年2月19日被告三木被判處重禁錮一個月，併科罰金5圓，51張彩票沒收，但緩刑二年。而向三木購買彩票的七名被告，則在臺灣彩票停止發行後於同年4月2日宣判有罪，各處重禁錮20日，併科罰金4圓，但緩刑二年。此案引起日本社會軒然大波，司法界認為依法行事，並無不當，學術界則認為明治十五年的第25號布告已經是過時的法律，認為執法人員不應死守過時的法律，且臺灣彩票是官方發行的彩票，懲罰買賣者將嚴重傷害政府威信，盼司法官對此有所斟酌，政府也該訂定救濟法因應。首倡發行彩票的後藤新平認為檢方執法過當，僅為了彩票問題就侵入家宅搜索偵查。
而在三木案宣判當日（2月19日），大阪警方又在大阪西區查獲二名區公所職員與實業家、投機客11人涉嫌透過當地商家僱傭北川干城向臺灣總督府官吏務臺由藏購買臺灣彩票，但該案在3月27日宣判時主張明治十五年第25號布告禁止的只是民間發行的富籤，且該布告並未於臺灣施行，故宣判無罪，引起檢方不滿。而除了大阪之外，東京也在3月中旬以日本橋、澀谷、神田等警察署為首進行查緝，3月15日時日本橋、澀谷二署已逮捕數十名嫌犯，而在3月16日16:00－19:00時，二十多名執法人員包圍日本橋區駿河町的三井（物產會社、礦山部、銀行）大樓，由於三井集團內部的「臺灣彩票組合」進行買賣彩票的不法情事，故被警方認為是臺灣彩票賭博的大本營。「臺灣彩票組合」的發起人是理事長益田孝，由五名組合員出資成立，並且派代辦人小塚貞義到彩票局工作，並由另一代辦人加藤豐接應將彩票買回日本本土，再由「臺灣彩票組合」批售各方，另外在兌換彩金時，該組合還會再收一成手續費。三井集團遭到查緝後，有涉案人企圖銷毀彩票湮滅罪證，但執法人員仍掌握到了相關帳簿與出納支票等有力證據。
而由於日本檢方的「大檢舉」，不少紳商名流及親任官夫人均涉案，且有大量軍人涉嫌購買彩票，使得有1萬2800人的勳章可能會因此被剝奪，使得日本中央相當困擾，而司法省原則上尊重檢方依法行使職權不予干涉。最後經過協調後，得出若臺灣總督府停止發行彩票，便不對嫌犯起訴的結果，最後臺灣總督府在1907年3月20日中止彩票的發行。
第三期頭彩事件
該案是家住大阪北區的貿易商和田千太郎於1907年2月上旬，以一張6圓的價格向臺北辰馬商會購買10張第三期臺灣彩票後，命自家掌櫃藤川近太郎（實際姓名為富士川鄰太郎）保管。之後在藤川出差期間，2月28日開獎後和田發現自己中了頭彩，急忙尋找彩票，卻在藤川的私人信件中發現有七張彩票已經被轉賣給藤川的妻舅野田梅吉與古川與吉。與律師討論後，和田千太郎向大阪地方裁判所檢事局對三人提出侵吞委託物品之訴，但同時也怕自己被追究購買彩票之事，向檢事局自首，檢事局接受其自首與報案後，便通知臺灣相關部門停止彩金的支付。此時野田梅吉等人已委託臺北洗衣業僱傭三好好松向辻利茶舖老闆三好德三郎兌換彩金，三好好松隨後前往臺灣銀行要將3萬4500圓以野田為受款人，匯往住友銀行門司支店，但由接到臺灣的通知，野田梅吉提款時遭到拒絕支付，之後野田梅吉又拿匯票與相關證明文件到三原銀行、六六銀行要求領款，但仍未得手，最後在3月21日與其他四名涉案人遭到逮捕。
然而在預審時，卻發現和田千太郎的告訴有誤，事實上是掌櫃受和田委託讓渡彩票給野田等人，故所謂侵占的訴訟免予起訴，但購買彩票的部分則以輕罪移送公審，和田因自首購買彩票故免予起訴，但手中的彩票亦遭到沒收。

## 成果
臺灣彩票發行五期之後的盈餘約有40多萬，用來蓋彩票局廳舍與臺北病院（今臺大醫院）的三棟三等病房。而這棟結構宛如劇場一般的彩票局廳舍裡原本特別設計了開獎場地，但是因為臺灣彩票中止發行與日後彩票局的正式裁撤，實際上從未舉辦過任何一次的開獎，後來該棟廳舍先後被為臺灣總督府民政部殖產局附屬博物館館舍、臺灣總督府圖書館所使用。不過就原先打算吸收臺人與清國等國外資金的目的來看，由於日人的大幅搶購，實際上吸收到的主要是日本本土的資金。

## 各期發行情況
| 項目                 | 項目                         | 第一期                          | 第二期                       | 第三期                        | 第四期                       | 第五期                        | 第六期        |
| -------------------- | ---------------------------- | ------------------------------- | ---------------------------- | ----------------------------- | ---------------------------- | ----------------------------- | ------------- |
| 選號登記起始日       | 選號登記起始日               | 1906年9月8日                    | 1906年11月6日                | 1906年12月17日                | 1907年1月14日                | 1907年2月7日                  | 1907年3月20日 |
| 選號登記截止日       | 選號登記截止日               | 1906年9月21日                   | 1906年12月1日                | 1907年1月4日                  | 1907年2月2日                 | 1907年3月2日                  | 停止發行      |
| 彩票發行日           | 彩票發行日                   | 1906年9月22日                   | 1906年11月28日               | 1906年12月31日                | 1907年2月6日                 | 1907年3月                     | 停止發行      |
| 經銷商批購起始日     | 經銷商批購起始日             | 不詳                            | 1906年12月13日               | 1907年1月14日                 | 1907年2月6日                 | 不詳                          | 停止發行      |
| 經銷商發售彩票起始日 | 經銷商發售彩票起始日         | 1906年10月18日                  | 1906年12月18日               | 不詳                          | 不詳                         | 不詳                          | 停止發行      |
| 選號彩票交付期限     | 選號彩票交付期限             | 1906年10月18日至 1906年11月25日 | 不詳                         | 1907年1月11日至 1907年1月25日 | 1907年2月8日至 1907年2月25日 | 1907年3月10日至 1907年3月25日 | 停止發行      |
| 開獎日及地點         | 開獎日及地點                 | 1906年12月15日8:00 （專賣局）   | 1907年1月31日8:00 （專賣局） | 1907年2月28日8:00 （專賣局）  | 1907年3月30日8:00 （專賣局） | 1907年4月30日8:00             | 停止發行      |
| 彩票公告價格         | 彩票公告價格                 | 一聯（十條）五圓，一條五十錢    | 一張（十條）五圓，一條五十錢 | 一張（十條）五圓，一條五十錢  | 一張（十條）五圓，一條五十錢 | 一張（十條）十圓，一條一圓    | 停止發行      |
| 發行量               | 發行量                       | 四萬聯                          | 六萬張                       | 六萬張                        | 六萬張                       | 五萬張                        | 停止發行      |
| 發行金額             | 發行金額                     | 20萬圓                          | 30萬圓                       | 30萬圓                        | 30萬圓                       | 50萬圓                        | 停止發行      |
| 彩金總額             | 彩金總額                     | 14萬9995圓                      | 22萬4995圓                   | 22萬4995圓                    | 22萬4995圓                   | 37萬5990圓                    | 停止發行      |
| 獎項與彩金金額       | 頭彩                         | 5萬圓（1聯）                    | 5萬圓（1張）                 | 5萬圓（1張）                  | 5萬圓（1張）                 | 10萬圓（1張）                 | 停止發行      |
| 獎項與彩金金額       | 二彩                         | 每聯1萬圓（2聯）                | 每張1萬圓（3張）             | 每張1萬圓（3張）              | 每張1萬圓（3張）             | 每張1萬圓（7張）              | 停止發行      |
| 獎項與彩金金額       | 三彩                         | 每聯5千圓（3聯）                | 每張5千圓（5張）             | 每張5千圓（5張）              | 每張5千圓（5張）             | 每張5千圓（7張）              | 停止發行      |
| 獎項與彩金金額       | 四彩                         | 每聯2千圓（5聯）                | 每張1千圓（15張）            | 每張1千圓（15張）             | 每張1千圓（15張）            | 每張1千圓（30張）             | 停止發行      |
| 獎項與彩金金額       | 五彩                         | 每聯1千圓（10聯）               | 每張500圓（50張）            | 每張500圓（50張）             | 每張500圓（50張）            | 每張500圓（100張）            | 停止發行      |
| 獎項與彩金金額       | 六彩                         | 每聯500圓（20聯）               | 每張100圓（300張）           | 每張100圓（300張）            | 每張100圓（300張）           | 每張100圓（200張）            | 停止發行      |
| 獎項與彩金金額       | 七彩                         | 每聯100圓（50聯）               | 每張30圓（380張）            | 每張30圓（380張）             | 每張30圓（380張）            | 每張50圓（200張）             | 停止發行      |
| 獎項與彩金金額       | 八彩                         | 每聯30圓（250聯）               | 無                           | 無                            | 無                           | 無                            | 停止發行      |
| 獎項與彩金金額       | 頭彩上下附彩                 | 每聯300圓（2聯）                | 每張150圓（2張）             | 每張150圓（2張）              | 每張150圓（2張）             | 每張200圓（2張）              | 停止發行      |
| 獎項與彩金金額       | 二彩上下附彩                 | 每聯150圓（4聯）                | 每張50圓（6張）              | 每張50圓（6張）               | 每張50圓（6張）              | 無                            | 停止發行      |
| 獎項與彩金金額       | 三、四彩上下附彩             | 每聯50圓（16聯）                | 每張25圓（40張）             | 每張25圓（40張）              | 每張25圓（40張）             | 每張100圓（28張）             | 停止發行      |
| 獎項與彩金金額       | 五、六彩上下附彩             | 每聯25圓（20聯）                | 每張10圓（700張）            | 每張10圓（700張）             | 每張10圓（700張）            | 每張30圓（260張）             | 停止發行      |
| 獎項與彩金金額       | 末尾數字與頭彩末尾數字相同者 | 每張25圓（3999張）              | 每張10圓（5999張）           | 每張10圓（5999張）            | 每張10圓（5999張）           | 每張10圓（4999張）            | 停止發行      |

## 外部連結
- YouTube上的台灣演義：台灣百年獎券史(1/3) 20110821.（繁體中文）